# USS Connecticut (SSN-22)
Коннектикут — (англ. (USS Connecticut (SSN-22)) — американская атомная подводная лодка (АПЛ), второй корабль проекта «Сивулф II». Коннектикут стал пятым судном во флоте США с таким названием. Назван в честь штата Коннектикут где и был построен.
Заложен 14 сентября 1992 года, спущен на воду 1 сентября 1997 года, введён в состав флота 11 декабря 1998 год. 
Построен компанией General Dynamics на верфях города Гротон.
Военную службу «Коннектикут» начал в 1999 году, осуществив несколько походов на боевое дежурство. Базировалась в Нью-Лондоне. 
В 2003 году «Коннектикут» всплыл через арктический лёд возле американской исследовательской станции, после всплытия на лодку напал белый медведь, не причинив ей каких либо серьёзных повреждений; этот эпизод широко освещался в американской прессе.

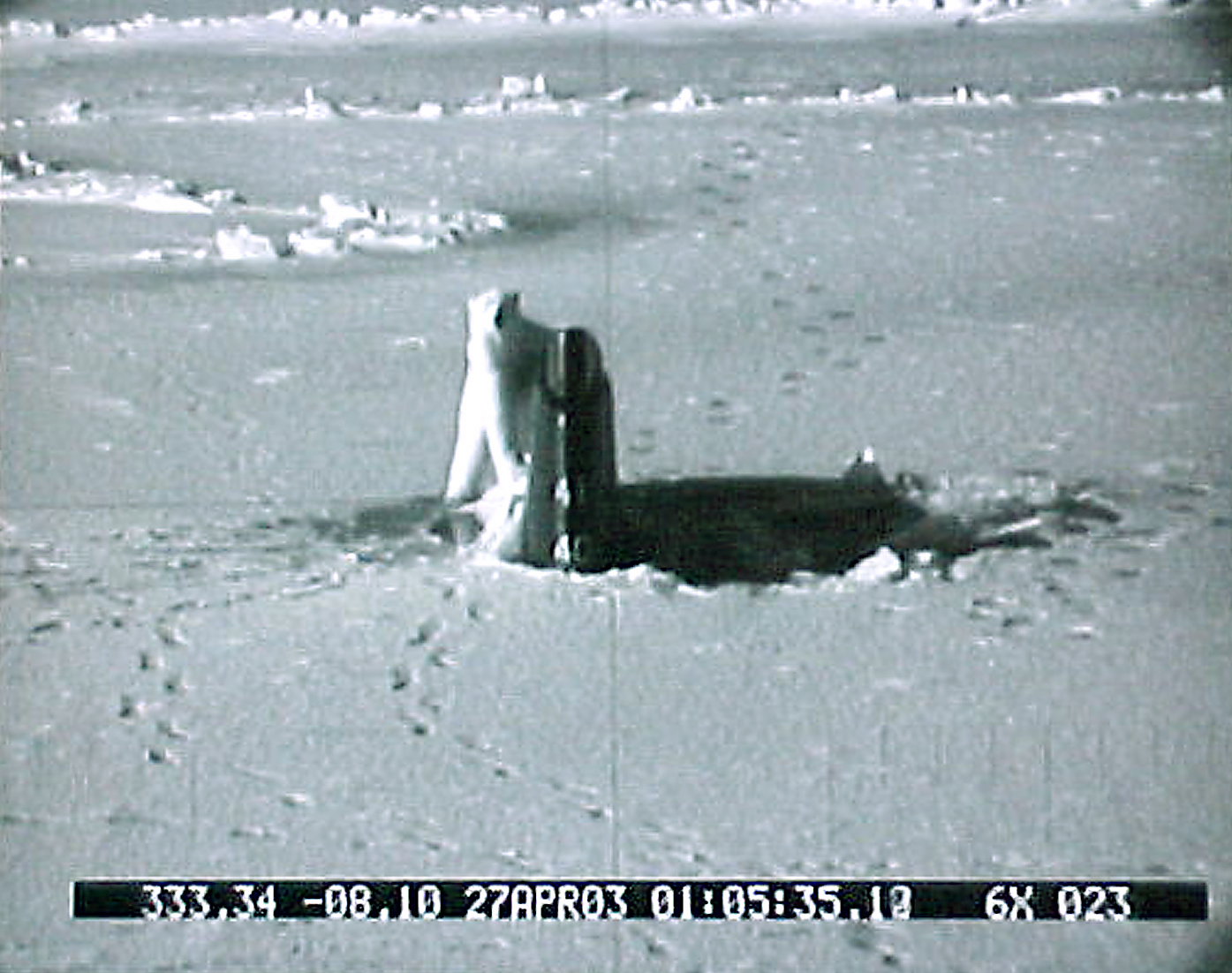
Хвостовое оперение «Коннектикута» пробило лёд и вызвало интерес у белого медведя

С 31 марта по 2 сентября 2004 года лодка осуществляла поход в составе группы кораблей для поддержки одной из операций «Войны с терроризмом»[какой?]. 
Следующие 3 года после похода лодка находилась на плановом ремонте и модернизации.
В 2007 году переведена на базу в Китсап, в рамках программы усиления присутствия ВМФ США в Тихом океане. 
В 2012-2017 годах прошла продолжительный капитальный ремонт. 
В начале 2018 года приняла участие в приполярных учениях ICEX 2018. 
В марте-августе 2019 года прошла ремонт на верфи Пьюджет-Саунд.

## Происшествия
2 октября 2021 года подлодка в Южно-Китайском море, вблизи китайской военно-морской базы Юйлинь, столкнулась с неизвестным объектом. 11 членов экипажа получили ранения средней и легкой степени тяжести. 
В июле 2022 года стало известно о завершении докования на военно-морской верфи «Пьюджет-Саунд» для оценки ущерба, полученного при посадке на мель 2 октября 2021 года. Представитель ВМС США подтвердил, что руль субмарины также получил повреждения.